# Thomas Clayton
För andra betydelser, se Thomas Clayton (olika betydelser).
Thomas Clayton, född 1777 i Cecil County, Maryland, död 21 augusti 1854 i New Castle, Delaware, var en amerikansk politiker och jurist. Han representerade delstaten Delaware i båda kamrarna av USA:s kongress, först i representanthuset 1815-1817 och sedan i senaten 1824-1827 samt 1837-1847. Han var först federalist och senare whig. Han var son till Joshua Clayton.
Clayton studerade juridik och inledde 1799 sin karriär som advokat i New Castle, Delaware. Han var delstatens statssekreterare (Secretary of State of Delaware) 1808-1810 och delstatens justitieminister (Delaware Attorney General) 1810-1815. Han efterträdde 1815 Henry M. Ridgely som kongressledamot. Han efterträddes två år senare av Louis McLane.
Senator Caesar A. Rodney avgick i januari 1823 men Delawares lagstiftande församling kunde inte enas om en efterträdare. Till sist valdes Clayton som tillträdde i januari 1824. Han efterträddes 1827 av kongressledamoten Louis McLane.
Clayton tjänstgjorde som chefsdomare i Delawares högsta domstol 1832-1837. Senator John M. Clayton avgick i december 1836 och Thomas Clayton efterträdde sin kusin i senaten i januari 1837. Han omvaldes 1841 och efterträddes 1847 av Presley Spruance.
Clayton avled 1854 och gravsattes på Presbyterian Cemetery i Dover, Delaware.